# Grzegorz IV z Amasei
Grzegorz IV z Amasei, gr. Γρηγόριος Δ΄ – ekumeniczny patriarcha Konstantynopola przez dwa miesiące w 1623 r.

## Życiorys
W chwili jego wyboru, był stary i ślepy na jedno oko, a więc nadano mu przydomek Στραβοαμασείας, czyli Ślepy. Za jego panowania trwał konflikt pomiędzy prokalwińskim Cyrylem Lukarisem popieranym przez ambasadorów protestanckich a jego przeciwnikami mającymi poparcie katolickich ambasadorów w Stambule. W dniu 18 czerwca 1623 Święty Synod zdjął z urzędu Grzegorza IV. Został zesłany na wyspę Rodos. Data jego śmierci nie jest znana.